# Cutelinho Futebol Clube
O Cutelinho Futebol Clube (crioulo cabo-verdiano, ALUPEC: Kutelinhu- ou Ktelinhu Futibol Klubi, crioulo de São Vicente: Kutelinhu Futebol Klube) é um clube poliesportivo da Ilha do Fogo, no Cabo Verde. Tem departamentos de futebol e atletismo.

## História
O clube foi fundado em 8 de outubro de 1983. Conquistou seu primeiro título em 2002, ao ser campeão do extinto Torneio de Abertura da Ilha do Fogo.

## Uniformes
As cores do equipamento principal são verde, branco e preto. Já as do equipamento alternativo são amarelo, branco, preto e verde.
| Uniforme de Casa de setembro de 2014 até abril de 2017 | Uniforme de visitante alternativo de setembro de 2014 até abril de 2017 |

## Títulos
- Liga Insular do Fogo: 2002/03
- Super Taça do Fogo:  2002
- Torneio de Abertura da Ilha do Fogo: 2002 e 2006

## Futebol

### Palmarés
| Escalão | Nº Presenças | Títulos | Melhor Classificação |
| I       | 1            | 0       | 1a                   |
| II      | 21-31        | 1       | 1a                   |

### Classificações

#### Nacionais
| Temporada | Div | Pos | Pts    | J | V | E | D | G.M. | G.S. | Diff. |
| 2003      | 1   | 2   | 11 pts | 5 | 3 | 2 | 0 | 7    | 3    | +4    |

#### Regionais
| Temporada | Div | Pos | Pts    | J  | V  | E | D | G.M. | G.S. | Diff. |
| 2002-03   | 2   | 1   | -      | -  | -  | - | - | -    | -    | -     |
| 2013-14   | 2   | 2   | 36 pts | 18 | 11 | 3 | 4 | 51   | 22   | +19   |
| 2014-15   | 2   | 3   | 35 pts | 18 | 11 | 2 | 5 | 49   | 23   | +22   |
| 2015-16   | 2   | 5   | 26 pts | 18 | 8  | 2 | 8 | 52   | 39   | +13   |
| 2016-17   | 2   | 6   | 26 pts | 18 | 8  | 2 | 8 | 29   | 20   | +9    |

## Estatísticas
- Melhor posição: Semifinais (nacional)
- Melhor posição na taça regional: Finalista
- Pontos totais: 11 (nacional)
- Vitórias totais: 3 (nacional)
- Gols totais: 7 (nacional)
- Jogos totais: 6 (nacional)
- Melhor gols totais na temporada, nacional: 52 (regional), em 2016